# Marathon van Kopenhagen
De marathon van Kopenhagen is een hardloopwedstrijd van 42,195 km die sinds 1980 jaarlijks in de hoofdstad van Denemarken, Kopenhagen wordt gehouden.

## Parcoursrecords
- Mannen: 2:09.54 - Jackson Kibet Limo  Kenia (2019)
- Vrouwen: 2:29.29 - Etalemahu Zeleke Habtewold  Ethiopië (2019)

## Uitslagen
| Jaar        | Snelste man           | Land        | Tijd    | Snelste vrouw              | Land                | Tijd    |
| ----------- | --------------------- | ----------- | ------- | -------------------------- | ------------------- | ------- |
| 19 mei 2019 | Jackson Kibet Limo    | KEN         | 2:09.54 | Etalemahu Zeleke Habtewold | ETH                 | 2:29.29 |
| 13 mei 2018 | William Morwabe       | KEN         | 2:11.15 | Shasho Insermu             | ETH                 | 2:32.17 |
| 21 mei 2017 | Julius Karinga        | KEN         | 2:12.10 | Hana Zemedkun              | ETH                 | 2:47.24 |
| 22 mei 2016 | Aschalew Hunde        | Ethiopië    | 2:20.47 | Gladys Kibiwot             | Bahrein             | 2:36.58 |
| 24 mei 2015 | Hassane Ahouchar      | Marokko     | 2:15.24 | Nancy Koech                | Kenia               | 2:33.44 |
| 18 mei 2014 | Julius Mutai Kiprono  | Kenia       | 2:17.54 | Ayelu Abebe Hordofa        | Ethiopië            | 2:40.05 |
| 19 mei 2013 | Rachid Kishri         | Marokko     | 2:17.24 | Anne-Mette Aargaard        | Denemarken          | 2:44.14 |
| 20 mei 2012 | Martin Parkhøi        | Duitsland   | 2:24.49 | Barbara Sanchez            | Ierland             | 2:41.18 |
| 22 mei 2011 | Mårten Boström        | Finland     | 2:21.45 | Ann-Sofie Hansen           | Denemarken          | 2:45.30 |
| 23 mei 2010 | Mikkel Kleis          | Duitsland   | 2:22.29 | Colleen De Reuck           | Verenigde Staten    | 2:30.51 |
| 24 mei 2009 | Toyokazu Yoshimura    | Japan       | 2:18.04 | Chihiro Tanaka             | Japan               | 2:40.59 |
| 18 mei 2008 | Julius Mutai          | Kenia       | 2:21.09 | Anne-Mette Aargaard        | Denemarken          | 2:36.11 |
| 20 mei 2007 | Julius Mutai          | Kenia       | 2:23.54 | Ann-Sofie Hansen           | Denemarken          | 2:47.56 |
| 21 mei 2006 | Torben Nielsen        | Denemarken  | 2:24.08 | Kathrine Tilma             | Denemarken          | 2:49.23 |
| 22 mei 2005 | William Kiprotich     | Kenia       | 2:21.14 | Jo Kelsey                  | Engeland            | 2:48.21 |
| 16 mei 2004 | Torben Nielsen        | Denemarken  | 2:23.10 | Annemette Aagard           | Denemarken          | 2:42.18 |
| 18 mei 2003 | Mustafa Errebah       | Marokko     | 2:19.57 | Annemette Aagard           | Denemarken          | 2:48.52 |
| 25 mei 2002 | Janusz Sarnicki       | Polen       | 2:23.53 | Annemette Aagard           | Denemarken          | 2:49.31 |
| 20 mei 2001 | Jens-Henrik Jensen    | Denemarken  | 2:22.15 | Shona Crombie              | Verenigd Koninkrijk | 2:45.23 |
| 21 mei 2000 | Samwel Okemwa         | Kenia       | 2:21.31 | Michaela McCallum          | Verenigd Koninkrijk | 2:42.26 |
| 16 mei 1999 | Wieslaw Gora          | Polen       | 2:21.05 | Hong-xiao Guo              | China               | 2:37.26 |
| 16 mei 1998 | Janusz Sarnicki       | Polen       | 2:24.12 | Karin Andersen             | Denemarken          | 2:51.49 |
| 17 mei 1997 | Søren Rasmussen       | Denemarken  | 2:21.28 | Karin Andersen             | Denemarken          | 2:47.31 |
| 19 mei 1996 | Palle Redder Madsen   | Denemarken  | 2:24.43 | Anette Hansen              | Denemarken          | 2:50.44 |
| 21 mei 1995 | Stanislaw Cembrzynski | Polen       | 2:20.09 | Dorthe Rasmussen           | Denemarken          | 2:35.48 |
| 22 mei 1994 | Joel Kipchumba        | Kenia       | 2:20.20 | Svetlana Kazankina         | Rusland             | 2:50.53 |
| 23 mei 1993 | Stanislaw Cembrzynski | Polen       | 2:22.58 | Tatiana Forminykh          | Rusland             | 2:54.12 |
| 24 mei 1992 | Aleksandr Kuftyrev    | Rusland     | 2:24.07 | Tatiana Pentukova          | Rusland             | 2:47.21 |
| 19 mei 1991 | Stanislaw Cembrzynski | Polen       | 2:21.59 | Mariann Stenbakk           | Noorwegen           | 2:53.00 |
| 20 mei 1990 | Alexander Schatz      | Duitsland   | 2:23.17 | Anette Hansen              | Denemarken          | 2:51.42 |
| 27 mei 1989 | Beat Imhof            | Zwitserland | 2:29.22 | Lisbeth Sejrsbøl           | Denemarken          | 3:08.34 |
| 28 mei 1988 | Allan Zachariassen    | Denemarken  | 2:21.20 | Kersti Jacobsen            | Denemarken          | 3:01.00 |
| 16 mei 1987 | Svend-Erik Kristensen | Denemarken  | 2:14.16 | Mette Werth                | Denemarken          | 2:49.22 |
| 17 mei 1986 | Svend-Erik Kristensen | Denemarken  | 2:15.04 | Joan Carstensen            | Denemarken          | 2:48.31 |
| 18 mei 1985 | Ole Jacobsen          | Denemarken  | 2:23.18 | Lone Dybdal                | Denemarken          | 2:45.07 |
| 20 mei 1984 | Philippe Adam         | België      | 2:22.18 | Britta Houmann-Sørensen    | Denemarken          | 2:51.37 |
| 5 juni 1983 | Henrik Jørgensen      | Denemarken  | 2:16.41 | Lone Dybdal                | Denemarken          | 2:45.10 |
| 22 mei 1982 | Henrik Jørgensen      | Denemarken  | 2:22.19 | Vibeke Nielsen             | Denemarken          | 3:00.06 |
| 23 mei 1981 | Ove Larsen            | Denemarken  | 2:24.10 | Jytte Fruchtmann           | Verenigde Staten    | 3:16.26 |
| 1980        | Arne Stigsen          | Denemarken  | 2:19.27 | Lone Dybdal                | Denemarken          | 2:58.09 |